# Qatar Ladies Open 2021
Il Qatar Ladies Open 2021, conosciuto anche come Qatar Total Open 2021 per motivi di sponsorizzazione, è stato un torneo di tennis giocato sul cemento. È stata la 19ª edizione del Qatar Ladies Open che fa parte della categoria WTA 500 nell'ambito del WTA Tour 2021. Il torneo è stato giocato nel Khalifa International Tennis Complex di Doha, in Qatar dal 1º al 6 marzo 2021.
Tipicamente disputato nella seconda metà di febbraio, il torneo è stato posticipato a marzo a causa dello spostamento nel calendario dell'Australian Open 2021, dovuto alla pandemia di COVID-19.

## Partecipanti al singolare

### Teste di serie
| Nazione     | Giocatrice         | Ranking* | Testa di serie |
| ----------- | ------------------ | -------- | -------------- |
| Ucraina     | Elina Svitolina    | 5        | 1              |
| Rep. Ceca   | Karolína Plíšková  | 6        | 2              |
| Bielorussia | Aryna Sabalenka    | 8        | 3              |
| Rep. Ceca   | Petra Kvitová      | 10       | 4              |
| Paesi Bassi | Kiki Bertens       | 11       | 5              |
| Svizzera    | Belinda Bencic     | 12       | 6              |
| Stati Uniti | Jennifer Brady     | 13       | 7              |
| Bielorussia | Viktoryja Azaranka | 14       | 8              |

* Ranking al 22 febbraio 2021.

### Altre partecipanti
Le seguenti giocatrici hanno ricevuto una wild card per il tabellone principale:
- Viktoryja Azaranka
- Jeļena Ostapenko
- Mayar Sherif

La seguente giocatrice è entrata in tabellone grazie al ranking protetto:
- Zheng Saisai

Le seguenti giocatrici sono entrate nel tabellone principale passando dalle qualificazioni:

- Anna Blinkova
- Jessica Pegula
- Kristýna Plíšková
- Laura Siegemund

La seguente giocatrice è entrata in tabellone come lucky loser:
- Misaki Doi

### Ritiri
Prima del torneo
- Amanda Anisimova → sostituita da  Misaki Doi
- Bianca Andreescu → sostituita da  Ons Jabeur
- Ashleigh Barty → sostituita da  Wang Qiang
- Simona Halep → sostituita da  Amanda Anisimova
- Sofia Kenin → sostituita da  Anastasija Pavljučenkova
- Iga Świątek → sostituita da  Svetlana Kuznecova
- Markéta Vondroušová → sostituita da  Zheng Saisai

## Partecipanti al doppio

### Teste di serie
| Nazione     | Giocatrice      | Nazione     | Giocatrice         | Rank1 | Seed |
| ----------- | --------------- | ----------- | ------------------ | ----- | ---- |
| Stati Uniti | Nicole Melichar | Paesi Bassi | Demi Schuurs       | 23    | 1    |
| Giappone    | Shūko Aoyama    | Giappone    | Ena Shibahara      | 29    | 2    |
| Russia      | Anna Blinkova   | Canada      | Gabriela Dabrowski | 59    | 3    |
| Cile        | Alexa Guarachi  | Croazia     | Darija Jurak       | 65    | 4    |

* Ranking al 22 febbraio 2021.

### Altre partecipanti
Le seguenti giocatrici hanno ricevuto una wild card per il tabellone principale:
- Laura Siegemund /  Elena Vesnina

La seguente giocatrice è entrata in tabellone grazie al Ranking protetto:
- Andreja Klepač /  Sania Mirza
- Elena Rybakina /  Jaroslava Švedova

### Ritiri
Prima del torneo
- Xu Yifan /  Yang Zhaoxuan → sostituite da  Elena Rybakina /  Jaroslava Švedova
- Zhang Shuai /  Zheng Saisai → sostituite da  Zheng Saisai /  Zhu Lin

## Punti
| Evento    | V   | F   | SF  | QF  | 2T | 1T   | Q    | Q3   | Q2   | Q1   |
| Singolare | 470 | 305 | 185 | 100 | 55 | 1    | 25   | 18   | 13   | 1    |
| Doppio    | 470 | 305 | 185 | 100 | 1  | N.D. | N.D. | N.D. | N.D. | N.D. |

## Montepremi
| Evento    | V        | F        | SF       | QF       | 2T      | 1T      | Q3      | Q2      | Q1      |
| Singolare | $ 68,570 | $ 51,500 | $ 32,400 | $ 15,500 | $ 8,200 | $ 6,650 | $ 3,295 | $ 2,350 | $ 1,800 |
| Doppio*   | $ 25,230 | $ 17,750 | $ 10,000 | $ 5,550  | $ 3,500 | N.D.    | N.D.    | N.D.    | N.D.    |

*per team

## Campionesse

### Singolare
In finale  Petra Kvitová ha sconfitto  Garbiñe Muguruza con il punteggio di 6-2, 6-1.

### Doppio
In finale  Nicole Melichar /  Demi Schuurs hanno sconfitto  Monica Niculescu /  Jeļena Ostapenko con il punteggio di 2-6, 6-2, 10-8.